# Lucifero (poesia)
(Tudor Vianu)

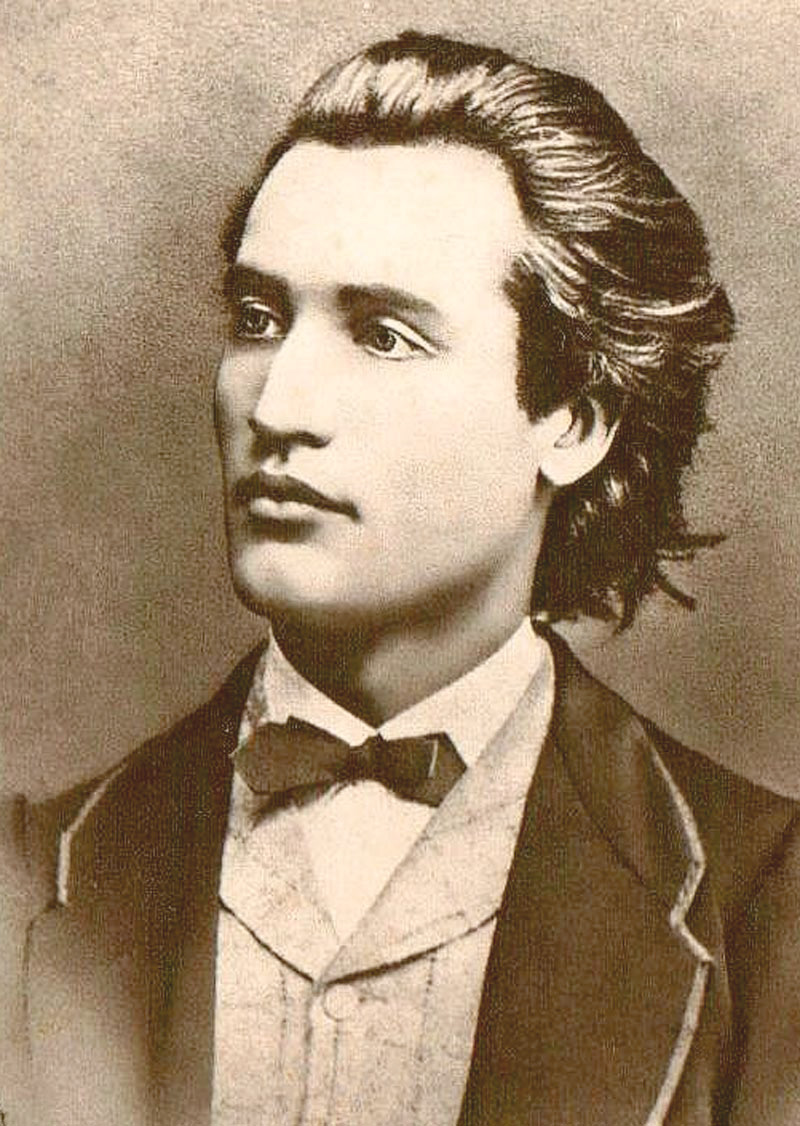
Mihai Eminescu, ritratto dal fotografo Jan Thomas, Praga, 19

Lucifero (in romeno Luceafărul) è il più celebre poema del poeta Mihai Eminescu. Venne pubblicato a Vienna presso Almanacco della Società Accademica Socio-Letteraria Romania juna 1883, cronologicamente entrando a far parte del periodo artistico del tardo romanticismo. Come fonte ispiratrice ha la favola popolare romena, La ragazza nel giardino d’oro, scoperta dal poeta nei suoi anni di studio a Berlino, che successivamente, versificò arricchendola con miti folcloristici romeni, indiani, greci antichi, cristiani e filosofie del periodo romantico, principalmente quelle di Arthur Schopenhauer e Georg Hegel.

## Il titolo
Il titolo dell'opera Lucifero [Lux-ferre], colui che porta la luce, è una suggestione di dualità, in quanto, da un lato, prende ispirazione dalla mitologia romena, dove Luceafărul/Lucifero è la stella Venere Lucifera, la più luminosa del cielo, guida dei pastori e dall'altro lato, dalla mitologia greca, Iperione, figlio del cielo, Urano, e della terra, Gea, il precursore, colui che cammina sopra.

## Struttura e trama
Lucifero è un componimento lirico, drammatico e filosofico, la cui trama si sviluppa in 98 quartine intrecciando la purezza classica con lo stile romantico ed avendo come tema principale stilistico l’allegoria ma anche l’antitesi della condizione tra genio e gente comune, antitesi resa attraverso il prisma della filosofia di Schopenhauer. 

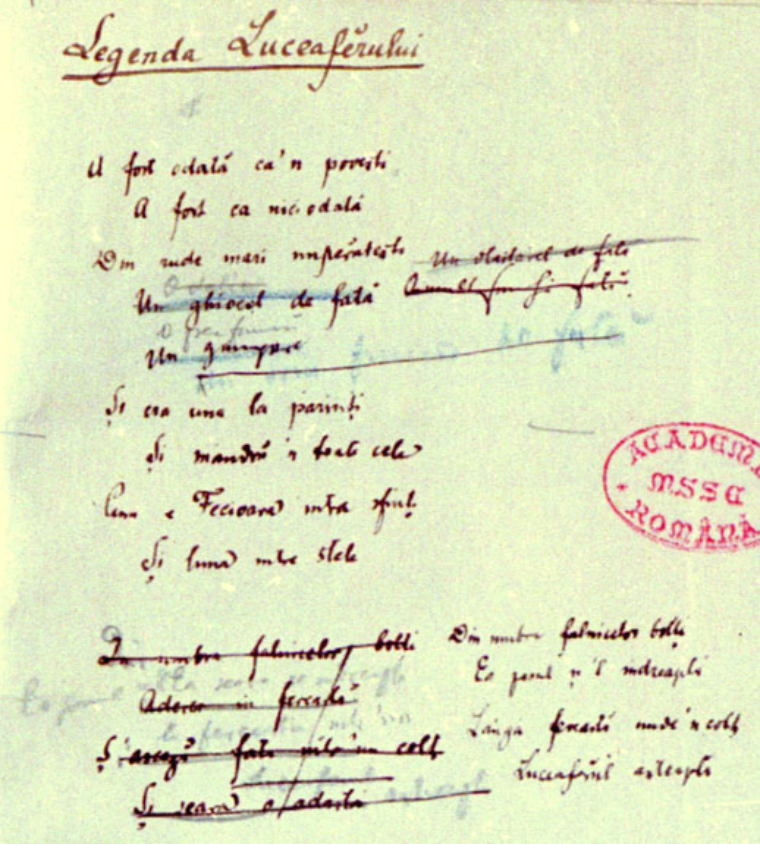
Pagina dal manoscritto di Mihai Eminescu

Il poema è dominato dall'esistenza di due piani: uno universale-cosmico e l'altro umano-tellurico, che convergono uno verso l'altro e talvolta interferiscono simmetricamente nelle quattro scene della trama del poema.
La trama inizia come una favola, tratteggiando la straordinaria storia d’amore che si manifesta tra due esseri appartenenti a mondi diversi: Lucifero, la stella celeste, appartenente al mondo cosmico e la sua amata la figlia dell’imperatore, appartenente al mondo terrestre, inizialmente rappresentata come unica ed in relazione a Lucifero quasi uguale.
Mai fu una volta come quella,
Da grande stirpe imperiale,
Una ragazza troppo bella.»
Al richiamo della fanciulla la stella discende dal cielo per due volte, prendendo le sembianze di un giovane principe, prima mostrandosi in veste angelica, poi demoniaca, richiamando la ragazza a seguirlo nel suo mondo. 
Pur essendo molto impressionata dalla sua bellezza, la ragazza lo rifiuta, spaventata dal suo essere immortale, capendo che per raggiungerlo nel suo mondo, lei, dovrebbe prima morire. 
Per realizzare il loro amore, Lucifero si reca dal Creatore, supplicandolo di renderlo un comune mortale. 

Il Creatore (il Demiurgo) rifiuta la richiesta di Lucifero, facendo nel suo discorso un vero e proprio atto di accusa nei confronti dell'umanità, soggetta al nulla, al desiderio di vivere tutti uguali di fronte alla morte, utilizzando motivi romantici come vanitas-vanitatum, fortuna labilis e pantha rhea.
E persecuzioni del destino,

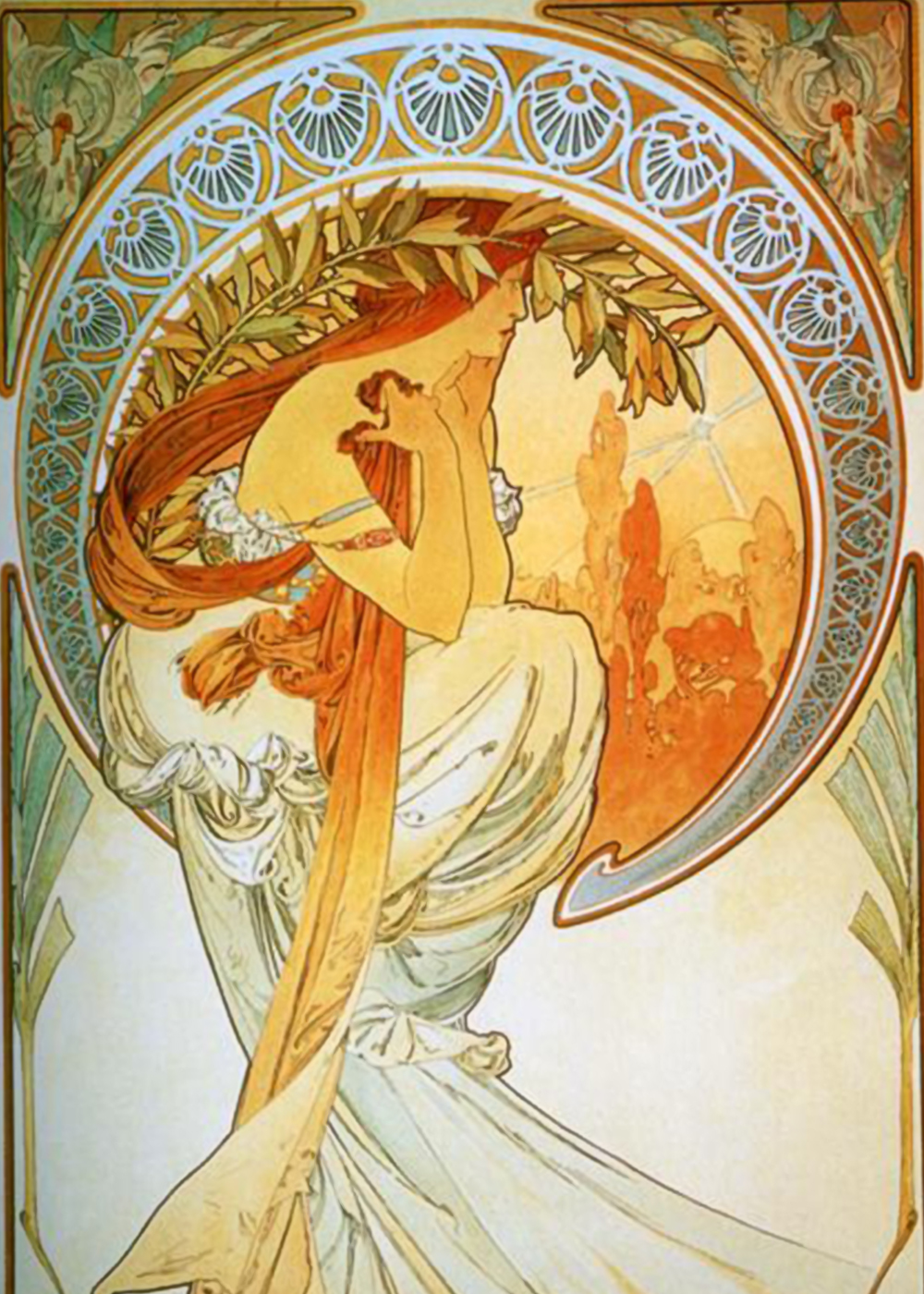
Alphonse Mucha, Poesia, 1989

Noi non abbiamo né terra né ora alcuna,
E non conosciamo il declino...»

## Linguaggio e musicalità
Nella versione romena la purezza del linguaggio è data della notevole presenza di parole di origine latina (su 1908 parole del poema, 1688 sono di origine latina) ed il limitato impiego di neologismi invece la freschezza del linguaggio è resa attraverso l’uso delle espressioni popolari.
La musicalità della poesia è raggiunta dagli effetti eufonici delle parole, la presenza dell’allitterazione, e dalla prosa insolita: quartine con versi di 7-8 sillabe ciascuno, ritmo giambico intrecciato con ritmo anfibraco e rima maschile e femminile alternata (nella versione originale).

## Eredità del poema
- Dimitrie Paciurea, La chimera del cielo, scultura, 1927
- Nicolae Bretan, Luceafărul (musica lirica - opera), 1921
- Mircea Eliade, omaggio al poema Lucifero nei romanzi Signorina Cristina e Il Serpente

## Riconoscimenti speciali e curiosità
Nel gennaio del 2009, l'Accademia dei Record Mondiali (World Records Academy) ha premiato Luceafărul come "Il più lungo poema d'amore al mondo".

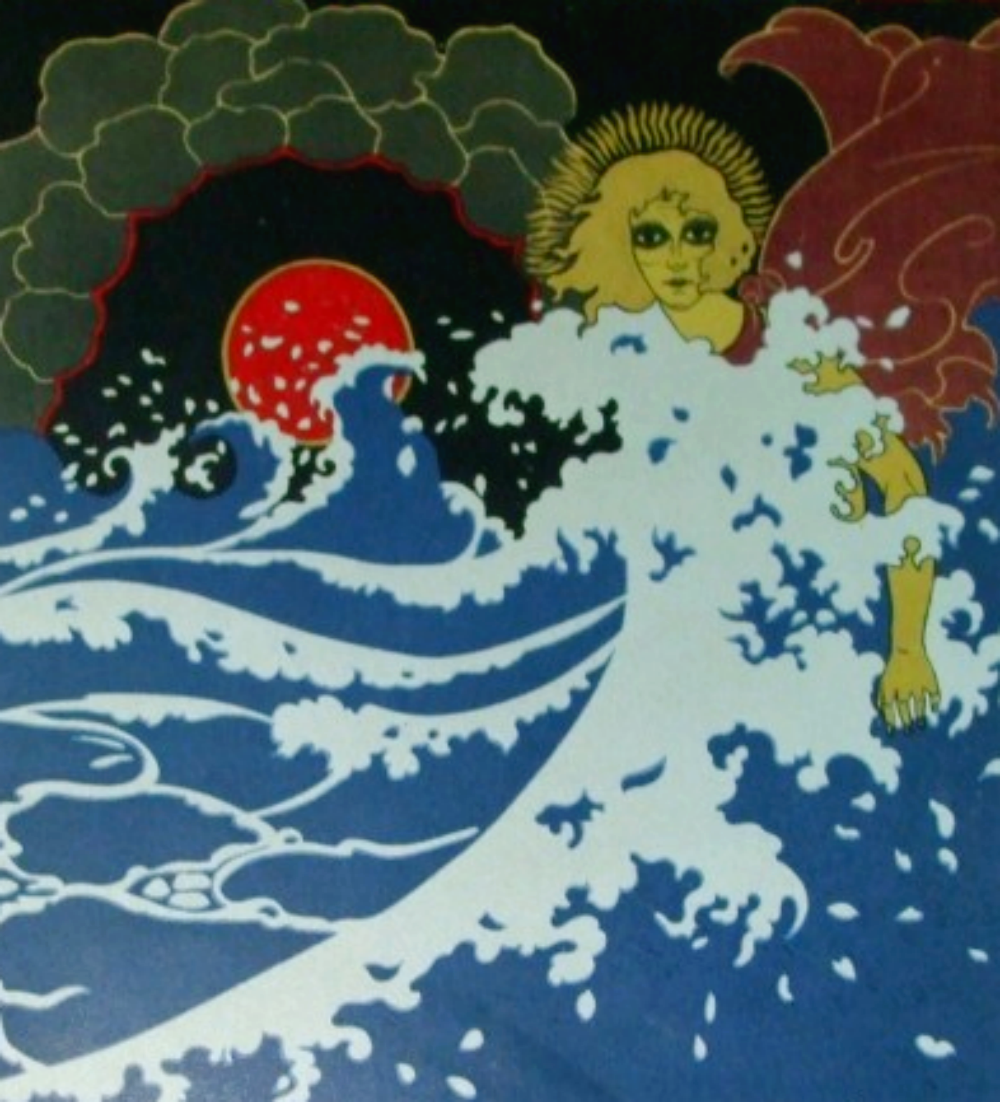
Lucifero, illustrazione di Misu Teisanu. Illustrazione presente nella traduzione italiana pubblicata a Torino da Robin Edizioni (2023)

## Traduzioni in italiano
- Mihai Eminescu, Espero, a cura di Geo Vasile, Falvision Editore, 2016
- Mihai Eminescu, Lucifero, a cura di Alexandra Pelin, Biblioteca del Vascello, illustrazioni di Misu Teisanu, Torino, Robin Edizioni, 2023